# تویوتا بلتا
تویوتا بلتا (به ژاپنی: トヨタ・ベルタ) با نام دیگر تویوتا یاریس ایکس‌پی۹۰، خودرویی است که از سال ۲۰۰۵ تا ۲۰۱۳ در ژاپن تولید می‌شد. از پلت‌فرم تویوتا بلتا برای تولید خودروهایی چون ولکس سی۳۰ و  سایپا شاهین استفاده شده‌است.
این خودرو در بازارهای شمال آمریکا و استرالیا به عنوان نسلی از تویوتا یاریس به فروش می‌رسید و در بازارهای شرق آسیا با نام تویوتا وایوس عرضه می‌شد. این خودرو در کلاس خودرو کامپکت کوچک قرار می‌گیرد.